# Станція 9 миля (Каліфорнія)
Станція 9 миля — колишнє поселення в пустелі Мохаве, в південно-західному окрузі Іньйо, Каліфорнія.
Нині знаходиться поблизу сучасного міста Лінні. Станція 9 миля розташовувалася навпроти Каньйону Найнміль, на південь від Літл Лейк.
З'явилось на картах в 1877 році.